# Säsong 3 av Simpsons
Den tredje säsongen av The Simpsons hade premiär 19 september 1991 och avslutades 27 augusti 1992.
22 av episoderna har producerats av Al Jean och Mike Reiss medan två av episoderna producerades av James L. Brooks Matt Groening och Sam Simon. Säsong tre har vunnit Primetime Emmy Awards för "Outstanding Voice-Over Performance". Tredje säsongen vann också Annie Award för bästa animerade TV-produktion.

## Lista över avsnitt
| Nr i serien | Nr i säsongen | Titel                               | Regissör                  | Författare                                                                    | Sändningsdatum    | Produktkod |
| --- | ------------- | ----------------------------------- | ------------------------- | ----------------------------------------------------------------------------- | ----------------- | ---------- |
| 36 | 1             | "Stark Raving Dad"                  | Rich Moore                | Al Jean & Mike Reiss                                                          | 19 september 1991 | 7F24       |
| Efter att Homer burit en rosa skjorta på jobbet (efter att Bart lagt sin röda keps i tvätten) blir han anklagad av Mr Burns för att vara galen och hamnar han på mentalsjukhuset där han delar cell med en fet vit man som påstår sig vara Michael Jackson. Gästskådespelare: John Jay Smith (Michael Jackson). |               |                                     |                           |                                                                               |                   |            |
| 37 | 2             | "Mr. Lisa Goes to Washington"       | Wes Archer                | George Meyer                                                                  | 26 september 1991 | 8F01       |
| Homer läser Reading Digest, där det finns en uppsatstävling om USA för barn. Lisa bestämmer sig för att delta i den, hon vinner delstatsuttagningen och familjen reser till Washington, DC där Lisa blir vittne till då kongressledamoten Bob Arnold tar emot en muta. Lisa misstror demokratin och ändrar sin uppsats, det resulterar i att Bob Arnold åker fast för mutskandalen. |               |                                     |                           |                                                                               |                   |            |
| 38 | 3             | "When Flanders Failed"              | Jim Reardon               | Jon Vitti                                                                     | 3 oktober 1991    | 7F23       |
| Ned anordnar en grillfest där han berättar att han ska sluta på sitt nuvarande jobb och öppna en butik för vänsterhänta, The Leftorium. Homer önskar att Neds nya butik går dåligt, och hans önskan går i uppfyllelse. Homer får dåligt samvete och kontaktar alla vänsterhänta som han känner. Bart börjar gå på karate hos Akira men tycker att det är tråkigt och går till spelhallen istället. |               |                                     |                           |                                                                               |                   |            |
| 39 | 4             | "Bart the Murderer"                 | Rich Moore                | John Swartzwelder                                                             | 10 oktober 1991   | 8F03       |
| Bart vaknar och äter frukost tillsammans med Lisa. Flingpaket ska innehålla en polisbricka och Bart anklagar Lisa för att hon har stulit den, då Bart går in sitt rum möter han Santa's Little Helper som äter upp hans läxor. Bart missade skolbussen och kom till skolan 40 minuter försenat. På eftermiddagen åker hela skolan utom Bart till chokladfabriken då han glömde lappen med föräldrarnas underskrift hemma. Istället får han stanna i skolan och slicka igen kuvert. På vägen hemma snubblar Bart framför en herrklubb. Gästskådespelare: Joe Mantegna, Marcia Wallace, Neil Patrick Harris och Phil Hartman. |               |                                     |                           |                                                                               |                   |            |
| 40 | 5             | "Homer Defined"                     | Mark Kirkland             | Howard Gewirtz                                                                | 17 oktober 1991   | 8F04       |
| Milhouse får inte lägre umgås med Bart eftersom Luann anser att Bart är av ett dåligt omdöme. Av en slump blir Homer hjälte efter att han i sista stund räddat Springfields kärnkraftverk från en härdsmälta. Gästskådespelare: Chick Hearn, Jon Lovitz och Magic Johnson. |               |                                     |                           |                                                                               |                   |            |
| 41 | 6             | "Like Father, Like Clown"           | Brad Bird & Jeffrey Lynch | Jay Kogen & Wallace Wolodarsky                                                | 24 oktober 1991   | 8F05       |
| Efter att Krusty för femte gången ställt in en middagen hos familjen Simpson bestämmer sig Bart för att lämna Krustysmedlemsklubb. Krustys assistent Louise Pennycandy lyckas övertala Krusty att han ska äta middagen hos familjen Simpson. På middagen berättar Krusty om sin barndom för familjen Simpson och de får reda på att hans far, rabbinen Hyman Krustofski hatar honom för att han blev en clown istället för rabbin. Bart och Lisa bestämmer sig för att försöka försona Krusty och hans fader. Gästskådespelare: Jackie Mason. |               |                                     |                           |                                                                               |                   |            |
| 42 | 7             | "Treehouse of Horror II"            | Jim Reardon               | Al Jean, George Meyer, Jeff Martin, John Swartzwelder, Mike Reiss & Sam Simon | 31 oktober 1991   | 8F02       |
| Avsnittet börjar med att Marge kommer ut på en scen och vanar att programmet kan vara skrämmande. Marge påpekar för tittarna att ingen lyssnade på henne förra året och att ingen kommer att göra det i år heller. Barnen har tillsammans med Marge varit ute på bus eller godis. Bart Lisa och Homer börjar vräka i sig godis, Marge påpekar för dem att de kommer att få mardrömmar, något som de inte tror på. På natten drömmer Lisa om att familjen köper en magisk hand i Marocko som uppfyller alla ens önskningar, men alla önskningar har en bieffekt. Bart drömmer att han kan läsa folks tankar och att han förvandlar allt som inte tycker om till något som han tycker är bättre. Homer drömmer att han får sparken och han få börja jobba på kyrkogården. Till natten råkar han somna i en gravgrop. Mr Burns har byggt en robot och beger sig till kyrkogården för att hitta en hjärna till roboten. Mr Burns väljer Homers hjärna, i tron i att han är död. Roboten fungerar men uppträder som Homer något som inte uppskattas av Mr Burns. Gästskådespelare: Marcia Wallace. |               |                                     |                           |                                                                               |                   |            |
| 43 | 8             | "Lisa's Pony"                       | Carlos Baeza              | Al Jean & Mike Reiss                                                          | 7 november 1991   | 8F06       |
| Lisa ska uppträda på skolans talangtävling men behöver ett nytt saxofonmunstycke, Homer lovar henne att han ska köpa ett nytt munstycke men ban hinner inte i tid till Lisas framträdande. Lisa tappar förtroendet för Homer då han gjorde så att hon misslyckades i talangtävlingen. Homer bestämmer sig för att skaffa en ponny till Lisa för att återfå förtroendet. Lisa blir överlycklig och ponnyn men den ger familjen högre omkostnader och Homer får därför börja jobba extra på Kwik-E-Mart. |               |                                     |                           |                                                                               |                   |            |
| 44 | 9             | "Saturdays of Thunder"              | Jim Reardon               | David Isaacs & Ken Levine                                                     | 14 november 1991  | 8F07       |
| Homer genomför ett faderstest som han får av Marge och får noll poäng och söker hjälp för hos faderskapsinstitut att bli en bättre fader. Bart bygger en lådbil och får hjälp av Homer att bygga bilen tillsammans tävlar de i Soapbox Derby. Lådbilen blir av usel kvalitet och då Martin blir skadad får Bart tävla istället för honom. Gästskådespelare: Phil Hartman. |               |                                     |                           |                                                                               |                   |            |
| 45 | 10            | "Flaming Moe's"                     | Alan Smart & Rich Moore   | Robert Cohen                                                                  | 21 november 1991  | 8F08       |
| Avsnittet börjar med att Homer sitter på Moe's Tavern. Där råkar ölen vara slut, vilket gör att Homer blir frustrerad. Istället erbjuder Moe Szyslak, honom en drink. Homer föreslår att han blandar två drinkar till sig själv och Moe som han kallar "Flaming Homer". Därefter blandar han dem och ger en av dem till Moe, som inte uppskattas av honom. Moe ger tillbaks drinken till Homer som sätter eld på den. Nu tycker Moe att den smakar riktigt bra och tilldelas Homers recept. Gästskådespelare: Aerosmith, Marcia Wallace och Phil Hartman. |               |                                     |                           |                                                                               |                   |            |
| 46 | 11            | "Burns Verkaufen der Kraftwerk"     | Mark Kirkland             | Jon Vitti                                                                     | 5 december 1991   | 8F09       |
| Aktierna för kärnkraftverket stiger högt i värde precis efter att Homer sålt aktierna för 25 dollar istället för 5200 dollar. Eftersom värdet är högt säljer Mr Burns kärnkraftverket till tyska invensterare för 100 miljoner dollar och Homer blir rädd att bli av med jobbet. Gästskådespelare: Phil Hartman. |               |                                     |                           |                                                                               |                   |            |
| 47 | 12            | "I Married Marge"                   | Jeffrey Lynch             | Jeff Martin                                                                   | 26 december 1991  | 8F10       |
| Marge misstänker att hon är gravid och åker till sjukhuset för att graviditetstesta sig under tiden berättar Homer för barnen hur det var livet var då Bart föddes. Historien utspelar sig då Marge bodde med sina systrar och Homer jobbade på minigolf-banan samt hur Marge blev gravid och gifte sig med Homer som söker jobb på kärnkraftverket för att klara ekonomin. |               |                                     |                           |                                                                               |                   |            |
| 48 | 13            | "Radio Bart"                        | Carlos Baeza              | Jon Vitti                                                                     | 9 januari 1992    | 8F11       |
| Bart fyller tio år och får av Homer en radiosändare, han uppskattar inte till en början presenten men ändrar sig då han upptäcker att han kan busa med den. Bart hittar historien om Timmy O'Toole som hamnat i en brunn och inte kommer ut och hela staden börja bry sig om Timmy. Lisa upptäcker att Bart hittat på historien och vet att han kommer att bli avslöjad. Gästskådespelare: Sting. |               |                                     |                           |                                                                               |                   |            |
| 49 | 14            | "Lisa the Greek"                    | Rich Moore                | Jay Kogen & Wallace Wolodarsky                                                | 23 januari 1992   | 8F12       |
| Lisa vill umgås mera med Homer och börja titta på amerikansk fotboll då han inte bryr sig om hennes intressen medan Bart och Marge handlar nya kläder. Homer upptäcker att Lisa alltid listar ut vinnaren och börjar vinna pengar på att spela på matchen. Tillsammans börja de varje söndag titta på matcherna. Gästskådespelare: Phil Hartman. |               |                                     |                           |                                                                               |                   |            |
| 50 | 15            | "Homer Alone"                       | Mark Kirkland             | David M. Stern                                                                | 6 februari 1992   | 8F14       |
| Marge får ett sammanbrott och besöker spa-anläggningen Rancho Relaxo. Bart och Lisa övernattar hos Patty och Selma och de tycker att det är jobbigt att vara hos dem. Homer är ensam med Maggie som saknar Marge och rymmer under natten för att hitta Marge. Då Homer upptäcker dagen därpå tar han hjälp av Barney Gumble för att hitta Maggie. Gästskådespelare: Phil Hartman. |               |                                     |                           |                                                                               |                   |            |
| 51 | 16            | "Bart the Lover"                    | Carlos Baeza              | Jon Vitti                                                                     | 13 februari 1992  | 8F16       |
| Eleverna på Springfield Elementary blir intresserad av jojo och Bart får kvarsittning efter ett jojo-trick. Bart upptäcker att Edna satt in en kontaktannons och svarar på den under psynonymen "Woodrow" som Edna blir förälskad i. Homer bestämmer sig för att bygga en hundkoja till Santa's Little Helper och Todd lär sig svårdomar av Homer. Gästskådespelare: Marcia Wallace. |               |                                     |                           |                                                                               |                   |            |
| 52 | 17            | "Homer at the Bat"                  | Jim Reardon               | John Swartzwelder                                                             | 20 februari 1992  | 8F13       |
| Homer medverkar i Springfields kärnkraftverk softboll-lag och är en av de bästa spelarna och har ett "magiskt" slagträ. Då laget kommer till final bestämmer sig Mr Burns för att anställa USA:s bästa softbollspelare för att kunna vinna en miljon dollar då han slagit vad med Ari. Homer och hans jobbarkompisar hamnar på bänken under finalen vilket gör de uppröda. Gästskådespelare: Darryl Scioscia, Don Mattingly, Jose Canseco, Ken Griffey Jr., Marcia Wallace, Mike Scioscia, Ozzie Smith, Roger Clemens, Steve Sax, Terry Cashman och Wade Boggs. |               |                                     |                           |                                                                               |                   |            |
| 53 | 18            | "Separate Vocations"                | Jeffrey Lynch             | George Meyer                                                                  | 27 februari 1992  | 8F15       |
| Eleverna på Springfield Elementary gör ett anslagstest där Barts framtid utses som polis och Lisa som hemmafru. Bart blir ordentlig och praktiserar hos polisen och blir sen skolans nya korridorvakt. Lisa blir deprimerad och slutar bry sig om skolan då hon inser att hon inte har någon framtid. Lisa bestämmer sig för att visa att lärarna är okunniga och gömmer undan alla facit i skolan. Gästskådespelare: Marcia Wallace och Steve Allen. |               |                                     |                           |                                                                               |                   |            |
| 54 | 19            | "Dog of Death"                      | Jim Reardon               | John Swartzwelder                                                             | 12 mars 1992      | 8F17       |
| Springfield drabbas av lotterifeber då jackpoten är uppe på 130 miljoner dollar. Jackpoten vinns av Kent Brockman och Santa's Little Helper drabbas av tarmvred. Operationen blir dyr och familjen måste börja spara pengar. Några nätter senare rymmer Santa's Little Helper och blir Mr. Burns nya vakthund. |               |                                     |                           |                                                                               |                   |            |
| 55 | 20            | "Colonel Homer"                     | Mark Kirkland             | Matt Groening                                                                 | 26 mars 1992      | 8F19       |
| Efter ett biobesök blir Homer arg och besöker "The Beer 'N' Brawl" där servitrösen Lurleen Lumpkin uppträder med en låt. Homer blir förälskad i hennes sångröst och övertalar Lurleen att hon ska spela in sina låtar och han blir sedan hennes manager. Lurleen blir förälskad i Homer och Marge blir orolig över att Homer inte umgås med sin familj längre. Gästskådespelare: Beverly D'Angelo. |               |                                     |                           |                                                                               |                   |            |
| 56 | 21            | "Black Widower"                     | David Silverman           | Jon Vitti, Sam Simon & Thomas Chastain                                        | 9 april 1992      | 8F20       |
| Selma presenterar sin nya make Sideshow Bob för sin släkt och berättar att hon innehaver en förmögenhet. Bart är den enda i familjen som är orolig över vad Sideshow Bob planerar för framtiden och försöker avbryta deras äktenskap. Selma låter sig inte övertalas och gifter sig med Sideshow Bob, som i hemlighet planerar hennes död. Gästskådespelare: Kelsey Grammer. |               |                                     |                           |                                                                               |                   |            |
| 57 | 22            | "The Otto Show"                     | Wes Archer                | Jeff Martin                                                                   | 23 april 1992     | 8F21       |
| Bart och Milhouse går sin första rockkonsert med bandet, "Spinal Tap", rockkonserten urartar i kravaller men Bart klarar sig. Homer köper en gitarr till Bart men ger upp sina rockdrömmar. Otto blir avskedad då han krockar med skolbussen och det visar sig att han saknar körkort. Han flyttar in till familjen Simpson och försöker återfå sitt körkort. Gästskådespelare: Christopher Guest och Michael McKean. |               |                                     |                           |                                                                               |                   |            |
| 58 | 23            | "Bart's Friend Falls in Love"       | Jim Reardon               | Jay Kogen & Wallace Wolodarsky                                                | 7 maj 1992        | 8F22       |
| Milhouses Magic 8-Ball berättar för honom och Bart att de kommer att vara ovänner vid slutet av dagen. I klassen börjar Samantha Stanky och Milhouse blir förälskad i henne och börjar umgås mindre med Bart. Lisa blir orolig över Homers hälsa och Marge köper kassettbandet "Dr Marvin Monroe Subliminal Tape Club" som ska resultera i viktminskning men får istället ett bättre språkutbud då han får "Vocabulary Builder" som utökar ordförståelse istället för viktminskning. Gästskådespelare: Kimmy Robertson, Marcia Wallace och Phil Hartman. |               |                                     |                           |                                                                               |                   |            |
| 59 | 24            | "Brother, Can You Spare Two Dimes?" | Rich Moore                | John Swartzwelder                                                             | 27 augusti 1992   | 8F23       |
| På Springfields kärnkraftverk upptäcker man att Homer är steril och för att slippa att bli stämnd skriver han under ett avtal som ger honom "Mr. Burns Award for Outstanding Achievement in the Field of Excellence" och 2000 dollar. Herb Powell har kommit på en uppfinning som kommer att göra honom rik igen, för att kunna göra en prototyp lånar han pengar av sin halvbror Homer. Med hjälp av Maggie bygger han en översättningsmaskin för babyspråk. Herb blir rik igen och förlåter Homer. Gästskådespelare: Danny DeVito och Joe Frazier. |               |                                     |                           |                                                                               |                   |            |

## Hemvideoutgivningar
DVD:n släpptes i samarbete med 20th Century Fox i USA och Kanada den 26 augusti 2003, DVD:n innehöll alla avsnitt från säsongen, men det fanns även bonusmaterial som borttagna scener, animationer och kommentarer på vartenda avsnitt.
| The Complete Third Season | | | |
| Detaljer | Detaljer | Detaljer | Extramaterial |
| - 24 avsnitt - 4-disc set - 4:3 (1.33:1) - Dolby Digital 5.1 (endast engelska) - Text: - Svenska - Norska - Danska - Finska - Engelska (för hörselskadade) | - 24 avsnitt - 4-disc set - 4:3 (1.33:1) - Dolby Digital 5.1 (endast engelska) - Text: - Svenska - Norska - Danska - Finska - Engelska (för hörselskadade) | - 24 avsnitt - 4-disc set - 4:3 (1.33:1) - Dolby Digital 5.1 (endast engelska) - Text: - Svenska - Norska - Danska - Finska - Engelska (för hörselskadade) | - Kommentarer på varje avsnitt - Trivia tracks for "Colonel Homer" - Ritbord - Reklam - Kommentarer av borttagna scener - Multispråkfunktioner - Klipp från Macy's Thanksgiving Day Parade 1991 - Musiklåtar (11 sånger) - Borttagna scener från Colonel Homer |
| Release datum | | | - Kommentarer på varje avsnitt - Trivia tracks for "Colonel Homer" - Ritbord - Reklam - Kommentarer av borttagna scener - Multispråkfunktioner - Klipp från Macy's Thanksgiving Day Parade 1991 - Musiklåtar (11 sånger) - Borttagna scener från Colonel Homer |
| Region 1 | Region 2 | Region 4 | - Kommentarer på varje avsnitt - Trivia tracks for "Colonel Homer" - Ritbord - Reklam - Kommentarer av borttagna scener - Multispråkfunktioner - Klipp från Macy's Thanksgiving Day Parade 1991 - Musiklåtar (11 sånger) - Borttagna scener från Colonel Homer |
| 26 augusti 2003 | 6 oktober 2003 | 22 oktober 2003 | - Kommentarer på varje avsnitt - Trivia tracks for "Colonel Homer" - Ritbord - Reklam - Kommentarer av borttagna scener - Multispråkfunktioner - Klipp från Macy's Thanksgiving Day Parade 1991 - Musiklåtar (11 sånger) - Borttagna scener från Colonel Homer |